# Alkylace aminů
Alkylace aminů jsou organické reakce alkylhalogenidů s amoniakem nebo aminy, patřící mezi nukleofilní alifatické substituce, při kterých se vytvářejí více substituované aminy. Jsou často používané v laboratořích, v průmyslu jsou však častějšími alkylačními činidly alkoholy.
{\displaystyle {\ce {\underbrace {H-\!\!{\overset {\displaystyle R1 \atop |}{\underset {| \atop \displaystyle R2}{N}}}\!\!\!\!:} _{{primarni\ nebo \atop sekundarni} \atop amin}}}+\underbrace {\ce {R3X}} _{{\text{halogen-}} \atop {\text{alkan}}}{\ce {->}}\underbrace {\ce {:\!\!\!\!{\overset {\displaystyle R1 \atop |}{\underset {| \atop \displaystyle R2}{N}}}\!\!-R3}} _{\begin{matrix}{{{\text{alkyl-}} \atop {\text{substituovany}}} \atop {\text{amin}}}\\{\ce {(sekundarni \atop nebo\ terciarni)}}\end{matrix}}+{\ce {\underbrace {HX} _{halogen \atop kyselina}}}}
Při použití terciárních aminů probíhají Menšutkinovy reakce za vzniku kvartérních amoniových solí:
{\displaystyle {\ce {\underbrace {R3-\!\!{\overset {\displaystyle R1 \atop |}{\underset {| \atop \displaystyle R2}{N}}}\!\!\!\!:} _{terciarni \atop amin}}}+\underbrace {\ce {R4X}} _{\text{halogenalkan}}{\ce {->\underbrace {\underbrace {R3-{\overset {\displaystyle R1 \atop |}{\underset {| \atop \displaystyle R2}{N+}}}\!\!-R4} _{{kvarterni \atop amonny} \atop kationt}+\underbrace {X^{-}} _{halogenovy \atop aniont}} _{kvarterni\ amonne\ soli}}}}
Amioniak a aminy jsou většinou dostatečně nukleofilní, aby vstupovaly do přímých alkylací, často i za mírných podmínek. Reakci ztěžují reakce produktů (primárních nebo sekundárních aminů) s alkylačním činidlem, například reakce 1-bromoktanu s amoniakem vytváří téměř stejná množství primárního i sekundárního aminu. V laboratořích se tak N-alkylacemi obvykle připravují pouze terciární aminy, výjimku představují aminace s alfa-halogenovanými karboxylovými kyselinami, kde se z amoniaku tvoří pouze primární aminy.
Vnitromolekulární reakce halogenaminů, X-(CH2)n-NH2, vedou k cyklickým sloučeninám, aziridinům, azetidinům a pyrrolidinům.
N-alkylace jsou vhodné na přípravu kvartérních amoniových solí z terciárních aminů, protože nemůže dojít k přealkylování.
Jako příklady N-alkylací pomocí alkylhalogenidů lze uvést přípravu benzylanilinu, 1-benzylindolu a azetidinu. Další možností využití je derivatizace cyklenu. Průmyslově se vyrábí ethylendiamin z amoniaku a 1,2-dichlorethanu.

## Anilin a další arylaminy
Arylaminace jsou obtížné, protože je často potřeba arylhalogenidy aktivovat, například skupinami odtahujícími elektrony, jako jso nitro v poloze ortho nebo para vůči halogenu. K arylacím aminů neobsahujících aktivované arylhalogenidy je vhodná Buchwaldova-Hartwigova reakce; jako katalyzátory se zde používají komplexy palladia.

## Alkylace pomocí alkoholů
Většina průmyslových alkylací aminů se provádí pomocí alkoholů, které jsou levnější než alkylhalogenidy a navíc nevytvářejí soli, jejichž odstraňování nemusí být jednoduché. Používají se přitom katalyzátory, které učiní z hydroxylu dobrou odstupující skupinu. Nejvíce se N-alkylace využívá na výrobu methylaminů z amoniaku a methanolu, roční výroba se pohybuje kolem 500 000 tun methylaminu, dimethylaminu a trimethylaminu. Selektivita reakce je nízká, což vyžaduje oddě+lování prduktů. S využitím alkoholů se vyrábí i řada dalších průmyslově významných aminů. Jako nehalogenidová N-alkylační činidla mohou sloužit také epoxidy, například ve výrobě ethanolaminů.

## Ostatní způsoby alkylace
Laboratorně prováděné N-alkylace jsou často neselektivní. Byla však vyvinuta řada jiných postupů, jako je Delépinova reakce, kde se používá hexamethylentetramin. Gabrielova syntéza, využívající ekvivalenty NH2−, je použitelná pouze u primárních alkylhalogenidů.